# Annie Ernaux
Annie Ernaux, z domu Duchesne (ur. 1 września 1940 w Lillebonne) – francuska pisarka, laureatka nagród Renaudot w 1984 roku oraz Nobla w dziedzinie literatury w 2022 roku.

## Życiorys
Urodziła się 1 września 1940 w rodzinie sklepikarzy Alphonse’a i Blanche Duchesne. Wychowała się w robotniczej dzielnicy Yvetot, co miało wyraźny wpływ na jej twórczość. W 1964 wyszła za Philippe’a Ernaux, z którym rozwiodła się po 21 latach. W 1971 ukończyła studia w dziedzinie literatury współczesnej na Université de Rouen. W latach 1966–1977 uczyła języka francuskiego w szkołach średnich, po czym została wykładowczynią na Centre National d'Enseignement par Correspondance.
Jest autorką krótkich, pisanych oszczędnym stylem autobiograficznych powieści, w których otwarcie analizuje ludzkie emocje. Jej wczesne powieści zawierają silne motywy feministyczne. Zadebiutowała w 1974 autobiograficzną powieścią Les Armoires vides o studentce wywodzącej się z klasy niższej, która poddaje się zabiegowi aborcji. Jej druga powieść Ce qu'ils disent ou rien, dzięki wnikliwym obserwacjom życia kobiet, przyniosła autorce porównania do twórczości Simone de Beauvoir. Przełomowym momentem w karierze Ernaux była publikacja powieści La place i Une femme opisujących życie i śmierć swoich rodziców. W swej twórczości zaczęła wtedy łączyć wymiar autobiograficzny, historyczny i społeczny.
Jest laureatką Nagrody Renaudot (1984, za powieść La Place), Nagrody im. Marguerite Yourcenar (2017, za całokształt twórczości), oraz Nagrody Nobla w dziedzinie literatury (2022). W 2019 jej powieść Les Années w tłumaczeniu Alison L. Strayer zdobyła nagrodę Warwick Prize for Women in Translation przyznawaną przez University of Warwick, a także znalazła się na krótkiej liście nominowanych tytułów do The Man Booker International Prize. Jest pierwszą kobietą, której za życia wydano dzieła w serii Quarto wydawnictwa Éditions Gallimard.

## Dzieła
- 1974: Les Armoires vides
- 1977: Ce qu'ils disent ou rien
- 1981: La Femme gelée
- 1983: La Place, wyd. pol. Miejsce, I. Badowska (tłum.), Państwowy Instytut Wydawniczy, ISBN 83-06-01899-0; wydanie drugie w: Bliscy, A. Kozak (tłum.), Wydawnictwo Czarne, 2022, ISBN 978-83-8191-616-5
- 1987: Une femme, wyd. pol. Pewna kobieta w: Bliscy, A. Kozak (tłum.), Wydawnictwo Czarne, 2022, ISBN 978-83-8191-616-5
- 1991: Passion simple 8306018990
- 1993: Journal du dehors, wyd. pol. Dziennik zewnętrzny w: Życie zewnętrzne, A. Dwulit (tłum.), Wydawnictwo Czarne, 2025, ISBN 978-83-8396-073-9
- 1997: La Honte
- 1997: Je ne suis pas sortie de ma nuit
- 2000: La vie exterieure, wyd. pol. Życie nieosobiste w: Życie zewnętrzne, A. Dwulit (tłum.), Wydawnictwo Czarne, 2025, ISBN 978-83-8396-073-9
- 2000: L'événement, wyd. pol. Zdarzenie w: Ciała, A. Kozak (tłum.), Wydawnictwo Czarne, 2024, ISBN 978-83-8191-840-4
- 2001: Se perdre
- 2002: L'occupation
- 2003: L'écriture comme un couteau (wywiad: Frédéric Yves Jeannet)
- 2005: L’Usage de la photo (wraz z Markiem Marie)
- 2008: Les Années, wyd. pol. Lata, M. Budzińska, K. Jarosz (tłum.), Wydawnictwo Czarne, 2022, ISBN 978-83-8191-385-0
- 2011: L’Autre Fille, wyd. pol. Druga córka w: Bliscy, A. Kozak (tłum.), Wydawnictwo Czarne, 2022, ISBN 978-83-8191-616-5
- 2011: L’Atelier noir
- 2011: Écrire la vie
- 2013: Retour à Yvetot
- 2014: Le Vrai lieu (wywiad: Michelle Porte)
- 2014: Regarde les lumières, mon amour, wyd. pol. Spójrz na te światła, kochanie w: Życie zewnętrzne, A. Dwulit (tłum.), Wydawnictwo Czarne, 2025, ISBN 978-83-8396-073-9
- 2016: Mémoire de fille[8], wyd. pol. Pamięć dziewczyny w: Ciała, A. Kozak (tłum.), Wydawnictwo Czarne, 2024, ISBN 978-83-8191-840-4
- 2020: Hôtel Casanova
- 2022: Le jeune homme, wyd. pol. Młody mężczyzna w: Ciała, A. Kozak (tłum.), Wydawnictwo Czarne, 2024, ISBN 978-83-8191-840-4

### Wydania polskie
- Miejsce (La Place, 1983; wyd. pol. Państwowy Instytut Wydawniczy, 1989, tł. Iwona Badowska, ISBN 83-06-01899-0)
- Lata (Les Années, 2008; wyd. pol. Wydawnictwo Czarne, 2022, tł. Magdalena Budzińska, Krzysztof Jarosz, ISBN 978-83-8191-385-0)
- Bliscy (zawiera: Miejsce (La Place), Pewna kobieta (Une femme), Druga córka (L’Autre Fille)), wyd. pol. Wydawnictwo Czarne, 2022, tł. Agata Kozak, ISBN 978-83-8191-616-5)
- Ciała (zawiera: Zdarzenie (L’Événement), Pamięć dziewczyny (Mémoire de fille), Młody mężczyzna (Le Jeune Homme)), wyd. pol. Wydawnictwo Czarne, 2024, tł. Agata Kozak, ISBN 978-83-8191-840-4)
- Życie zewnętrzne (zawiera: Dziennik zewnętrzny (Journal du dehors), Życie nieosobiste (La vie extérieure), Spójrz na te światła, kochanie (Regarde les lumières mon amour), wyd. pol. Wydawnictwo Czarne, 2025, tł. Anastazja Dwulit, ISBN 978-83-8396-073-9)